# Longchang
För andra betydelser, se Longchang (olika betydelser).
Longchang, tidigare stavat Lungchang, är ett härad som lyder under Neijiangs stad på prefekturnivå i Sichuan-provinsen i sydvästra Kina.